# Okręg wyborczy województwo katowickie do Senatu Rzeczypospolitej Polskiej
Okręg wyborczy województwo katowickie do Senatu Rzeczypospolitej Polskiej obejmował w latach 1989–2001 obszar województwa katowickiego. Wybierano w nim 3 senatorów, przy czym w latach 1989–1991 obowiązywała zasada większości bezwzględnej, zaś w latach 1991–2001 większości względnej.
Powstał w 1989 wraz z przywróceniem instytucji Senatu. Zniesiony został w 2001, na jego obszarze utworzono nowe okręgi nr 12, 26, 28, 29, 30 i 31.
Siedzibą okręgowej komisji wyborczej były Katowice.

## Reprezentanci okręgu
| Rok  | Senator komitet wyborczy                                 | Senator komitet wyborczy                                 | Senator komitet wyborczy                                 | Senator komitet wyborczy                                                                                        | Senator komitet wyborczy                                 | Senator komitet wyborczy                                   |
| ---- | -------------------------------------------------------- | -------------------------------------------------------- | -------------------------------------------------------- | --- | -------------------------------------------------------- | ---------------------------------------------------------- |
| 1989 |                                                          | Andrzej Wielowieyski                                     |                                                          | August Chełkowski Niezależny Samorządny Związek Zawodowy „Solidarność” (1991) Akcja Wyborcza Solidarność (1997) |                                                          | Leszek Piotrowski Porozumienie Obywatelskie Centrum (1991) |
| 1991 |                                                          | Jan Jesionek Konfederacja Polski Niepodległej            |                                                          | August Chełkowski Niezależny Samorządny Związek Zawodowy „Solidarność” (1991) Akcja Wyborcza Solidarność (1997) |                                                          | Leszek Piotrowski Porozumienie Obywatelskie Centrum (1991) |
| 1993 |                                                          | Zbigniew Religa Bezpartyjny Blok Wspierania Reform       |                                                          | August Chełkowski Niezależny Samorządny Związek Zawodowy „Solidarność” (1991) Akcja Wyborcza Solidarność (1997) | Bogusław Mąsior Sojusz Lewicy Demokratycznej             |                                                            |
| 1997 |                                                          | Kazimierz Kutz Unia Wolności                             | Jerzy Markowski Sojusz Lewicy Demokratycznej             | August Chełkowski Niezależny Samorządny Związek Zawodowy „Solidarność” (1991) Akcja Wyborcza Solidarność (1997) |                                                          |                                                            |
| 2000 |                                                          | Kazimierz Kutz Unia Wolności                             | Jerzy Markowski Sojusz Lewicy Demokratycznej             | Adam Graczyński Sojusz Lewicy Demokratycznej                                                                    |                                                          |                                                            |
| 2001 | okręg zniesiony, patrz okręgi nr 12, 26, 28, 29, 30 i 31 | okręg zniesiony, patrz okręgi nr 12, 26, 28, 29, 30 i 31 | okręg zniesiony, patrz okręgi nr 12, 26, 28, 29, 30 i 31 | okręg zniesiony, patrz okręgi nr 12, 26, 28, 29, 30 i 31                                                        | okręg zniesiony, patrz okręgi nr 12, 26, 28, 29, 30 i 31 | okręg zniesiony, patrz okręgi nr 12, 26, 28, 29, 30 i 31   |

## Wyniki wyborów
Symbolem „●” oznaczono senatorów ubiegających się o reelekcję.

### Wybory parlamentarne 1989
| Kandydat                                                            | Głosów  | %     |
| ------------------------------------------------------------------- | ------- | ----- |
| Andrzej Wielowieyski                                                | 912 969 | 66,43 |
| August Chełkowski                                                   | 878 869 | 63,95 |
| Leszek Piotrowski                                                   | 841 511 | 61,23 |
| Zbigniew Religa                                                     | 319 425 | 23,24 |
| Olgierd Wieczorek                                                   | 147 824 | 10,76 |
| Wilhelm Szewczyk                                                    | 111 822 | 8,14  |
| Kazimierz Zarzycki                                                  | 94 926  | 6,91  |
| Marian Gustek                                                       | 76 772  | 5,59  |
| Józef Musioł                                                        | 69 737  | 5,07  |
| Danuta Kubik                                                        | 53 939  | 3,92  |
| Stanisław Pasyk                                                     | 42 702  | 3,11  |
| Dietmar Brehmer                                                     | 36 121  | 2,63  |
| Renata Stejskal                                                     | 30 634  | 2,23  |
| Edward Chrostek                                                     | 29 892  | 2,17  |
| Józef Gawlikowski                                                   | 26 201  | 1,91  |
| Lucjan Stępień                                                      | 25 856  | 1,88  |
| Stanisław Dulias                                                    | 22 024  | 1,60  |
| Stefan Kędzierawski                                                 | 18 455  | 1,34  |
| Liczba głosów ważnych: 1 374 351 Źródło: Państwowa Komisja Wyborcza |         |       |

### Wybory parlamentarne 1991
| Kandydat                                              | Kandydat                    | Komitet wyborczy                                     | Głosów  |
| ----------------------------------------------------- | --------------------------- | ---------------------------------------------------- | ------- |
|                                                       | Leszek Piotrowski●          | Porozumienie Obywatelskie Centrum                    | 265 660 |
|                                                       | August Chełkowski●          | Niezależny Samorządny Związek Zawodowy „Solidarność” | 241 392 |
|                                                       | Jan Jesionek                | Konfederacja Polski Niepodległej                     | 240 727 |
|                                                       | Tadeusz Zieliński           | Unia Demokratyczna                                   | 198 387 |
|                                                       | Adam Cekański               | Unia Demokratyczna                                   | 185 802 |
|                                                       | Jerzy Wuttke                | Kongres Liberalno-Demokratyczny                      | 176 450 |
|                                                       | Kazimierz Górski            | Wyborcza Akcja Katolicka                             | 167 127 |
|                                                       | Zdzisław Kleszcz            | Niezależny Samorządny Związek Zawodowy „Solidarność” | 149 095 |
|                                                       | Zygmunt Machnik             | Sojusz Lewicy Demokratycznej                         | 136 902 |
|                                                       | Dietmar Brehmer             | Mniejszość Niemiecka - Pojednanie i Przyszłość       | 129 774 |
|                                                       | Michał Rościszewski         | Sojusz Lewicy Demokratycznej                         | 123 987 |
|                                                       | Wojciech Zieliński          | Wyborcza Akcja Katolicka                             | 122 324 |
|                                                       | Ryszard Kościesza-Kuszłeyko | Niezależny Samorządny Związek Zawodowy „Solidarność” | 122 025 |
|                                                       | Władysław Sokołowski        | Partia X                                             | 120 666 |
|                                                       | Zbigniew Pańczyk            | Partia Chrześcijańskich Demokratów                   | 120 390 |
|                                                       | Krzysztof Bugla             | Kongres Liberalno-Demokratyczny                      | 117 067 |
|                                                       | Adam Wędrychowicz           | Unia Polityki Realnej                                | 113 564 |
|                                                       | Jerzy Surman                | Sojusz Lewicy Demokratycznej                         | 112 140 |
|                                                       | Marian Maciejczyk           | Kongres Liberalno-Demokratyczny                      | 101 168 |
|                                                       | Rajmund Moric               | Lista niezależnego kandydata R. Morica               | 96 978  |
|                                                       | Janina Banasik              | Polskie Stronnictwo Ludowe Sojusz Programowy         | 75 070  |
|                                                       | Bogusław Mąsior             | KW Bogusława Mąsiora                                 | 30 362  |
| Frekwencja: 41,40% Źródło: Państwowa Komisja Wyborcza |                             |                                                      |         |

*Tadeusz Zieliński reprezentował w Senacie I kadencji (1989–1991) województwo sieradzkie.

### Wybory parlamentarne 1993
| Kandydat                                              | Kandydat                    | Komitet wyborczy                                                       | Głosów  |
| ----------------------------------------------------- | --------------------------- | ---------------------------------------------------------------------- | ------- |
|                                                       | Zbigniew Religa             | Bezpartyjny Blok Wspierania Reform                                     | 503 304 |
|                                                       | August Chełkowski●          | Niezależny Samorządny Związek Zawodowy „Solidarność”                   | 291 540 |
|                                                       | Bogusław Mąsior             | Sojusz Lewicy Demokratycznej                                           | 274 929 |
|                                                       | Zygmunt Machnik             | Sojusz Lewicy Demokratycznej                                           | 274 246 |
|                                                       | Kazimierz Zarzycki          | Sojusz Lewicy Demokratycznej                                           | 269 333 |
|                                                       | Józef Meisel                | Unia Demokratyczna                                                     | 173 154 |
|                                                       | Ryszard Sobczak             | Konfederacja Polski Niepodległej                                       | 167 753 |
|                                                       | Rudolf Kołodziejczyk        | Ruch Autonomii Śląska                                                  | 155 731 |
|                                                       | Zenon Wieczorek             | Ruch Autonomii Śląska                                                  | 149 146 |
|                                                       | Ryszard Kościesza-Kuszłeyko | Niezależny Samorządny Związek Zawodowy „Solidarność”                   | 147 542 |
|                                                       | Józef Tomaszewski           | Unia Demokratyczna                                                     | 132 517 |
|                                                       | Jan Wojtyła                 | Bezpartyjny Blok Wspierania Reform                                     | 129 625 |
|                                                       | Józef Buszman               | Bezpartyjny Blok Wspierania Reform                                     | 123 642 |
|                                                       | Tadeusz Donocik             | KW Środowisk Gospodarczych w Katowicach                                | 102 456 |
|                                                       | Jerzy Jagiełłowicz          | Kongres Liberalno-Demokratyczny                                        | 92 810  |
|                                                       | Andrzej Roczniok            | Unia Polityki Realnej                                                  | 92 041  |
|                                                       | Czesław Ryszka              | Zjednoczenie Chrześcijańsko-Narodowe                                   | 82 827  |
|                                                       | Adam Stach                  | Polskie Stronnictwo Ludowe                                             | 73 938  |
|                                                       | Henryk Zaguła               | Kongres Liberalno-Demokratyczny                                        | 71 210  |
|                                                       | Krzysztof Porowski          | Niezależny KW w celu wyboru Pana Krzysztofa Porowskiego na Senatora RP | 62 601  |
|                                                       | Krystyna Rożek-Lediak       | Obywatelski KW                                                         | 46 832  |
|                                                       | Grażyna Kasprowicz          | Obywatelski KW                                                         | 43 858  |
|                                                       | Stanisław Gołba             | „Zjednoczenie Polskie”                                                 | 41 667  |
|                                                       | Stanisław Deja              | Obywatelski KW                                                         | 39 271  |
|                                                       | Ryszard Gil                 | „Ruch Społeczny Regionowi i Polsce”                                    | 37 984  |
|                                                       | Stanisław Domaradzki        | Polska Rada Pomocy                                                     | 37 780  |
|                                                       | Zbigniew Gregorowicz        | Forum Patriotyczne Polski Walczącej                                    | 30 876  |
|                                                       | Ryszard Zalewski            | Stronnictwo Demokratyczne                                              | 27 022  |
| Frekwencja: 48,22% Źródło: Państwowa Komisja Wyborcza |                             |                                                                        |         |

### Wybory parlamentarne 1997
| Kandydat                                              | Kandydat               | Komitet wyborczy                    | Głosów  |
| ----------------------------------------------------- | ---------------------- | ----------------------------------- | ------- |
|                                                       | Kazimierz Kutz         | Unia Wolności                       | 464 869 |
|                                                       | August Chełkowski●     | Akcja Wyborcza Solidarność          | 454 956 |
|                                                       | Jerzy Markowski        | Sojusz Lewicy Demokratycznej        | 420 427 |
|                                                       | Wilibald Winkler       | Akcja Wyborcza Solidarność          | 385 260 |
|                                                       | Bogusław Mąsior●       | Sojusz Lewicy Demokratycznej        | 361 173 |
|                                                       | Wojciech Szarama       | Ruch Odbudowy Polski                | 196 167 |
|                                                       | Grzegorz Malinowski    | Krajowa Partia Emerytów i Rencistów | 189 486 |
|                                                       | Irena Norska-Borówka   | Unia Pracy                          | 168 425 |
|                                                       | Maria Pańczyk-Pozdziej | KW Po Śląsku Czyli Po Polsku        | 145 689 |
|                                                       | Urszula Bartecka       | Ruch Autonomii Śląska               | 133 350 |
|                                                       | Zenon Wieczorek        | Ruch Autonomii Śląska               | 108 897 |
|                                                       | Rudolf Kołodziejczyk   | Ruch Autonomii Śląska               | 100 764 |
|                                                       | Andrzej Roczniok       | Unia Polityki Realnej               | 81 157  |
|                                                       | Wojciech Czech         | KW „Piętnastki”                     | 78 461  |
|                                                       | Zygmunt Kopczyński     | Unia Prawicy Rzeczypospolitej       | 78 271  |
|                                                       | Stanisław Pasyk        | Polskie Stronnictwo Ludowe          | 71 365  |
|                                                       | Ryszard Zając          | KW „Postaw na Zająca”               | 53 640  |
|                                                       | Leszek Wierzchowski    | Polski Ruch Monarchistyczny         | 18 365  |
| Frekwencja: 45,97% Źródło: Państwowa Komisja Wyborcza |                        |                                     |         |

### Wybory uzupełniające 2000
Głosowanie odbyło się z powodu śmierci Augusta Chełkowskiego.
| Kandydat                                             | Kandydat          | Komitet wyborczy                                     | Głosów |
| ---------------------------------------------------- | ----------------- | ---------------------------------------------------- | ------ |
|                                                      | Adam Graczyński   | Sojusz Lewicy Demokratycznej                         | 39 310 |
|                                                      | Wacław Marszewski | Akcja Wyborcza Solidarność                           | 36 488 |
|                                                      | Jacek Soska       | Polskie Stronnictwo Ludowe                           | 7567   |
|                                                      | Elżbieta Postulka | KPEiR–KPN-Ojczyzna                                   | 4542   |
|                                                      | Andrzej Roczniok  | Konserwatywno-Liberalna Partia Unia Polityki Realnej | 3558   |
| Frekwencja: 3,17% Źródło: Państwowa Komisja Wyborcza |                   |                                                      |        |